# Družina Nisa
Družina Nisa (tudi družina Herta ali družina Polana ali družina Nisa - Polana) je družina asteroidov , ki se nahajajo v glavnem asteroidnem pasu. 

## Značilnosti
Asteroidi imajo naslednje lastne elemente tirnice
- velika polos (ap) je med 2,41 in 2,5 a.e.
- izsrednost (ep) je med 0,12 in 0,21
- naklon tirnice (ip) je od 1,4 do 4,3 °

Največji asteroid v družini je 44 Nisa, po njem se družina tudi imenuje.

Asteroidi v družini Nisa se delijo na dve poskupini, ki ju imenujejo podskupina Nisa in poskupina Polana. Obe podskupini se ločita po mineraloški sestavi. V okolici družine je veliko asteroidov tipa F, ki jih tudi prištevajo med člane družine Nisa. Člani podskupine Nisa so večinoma asteroidi tipa S (razen Nise, ki spada med asteroide tipa E, in Herte, ki je asteroid tipa M). Podskupino Polana pa v glavnem sestavljajo asteroidi asteroidi tipa F 
Družina ima okoli 400 članov.
Mnogi med njimi na svoji poti okoli Sonca tudi prečkajo tirnico Marsa